# 吉野里公園站

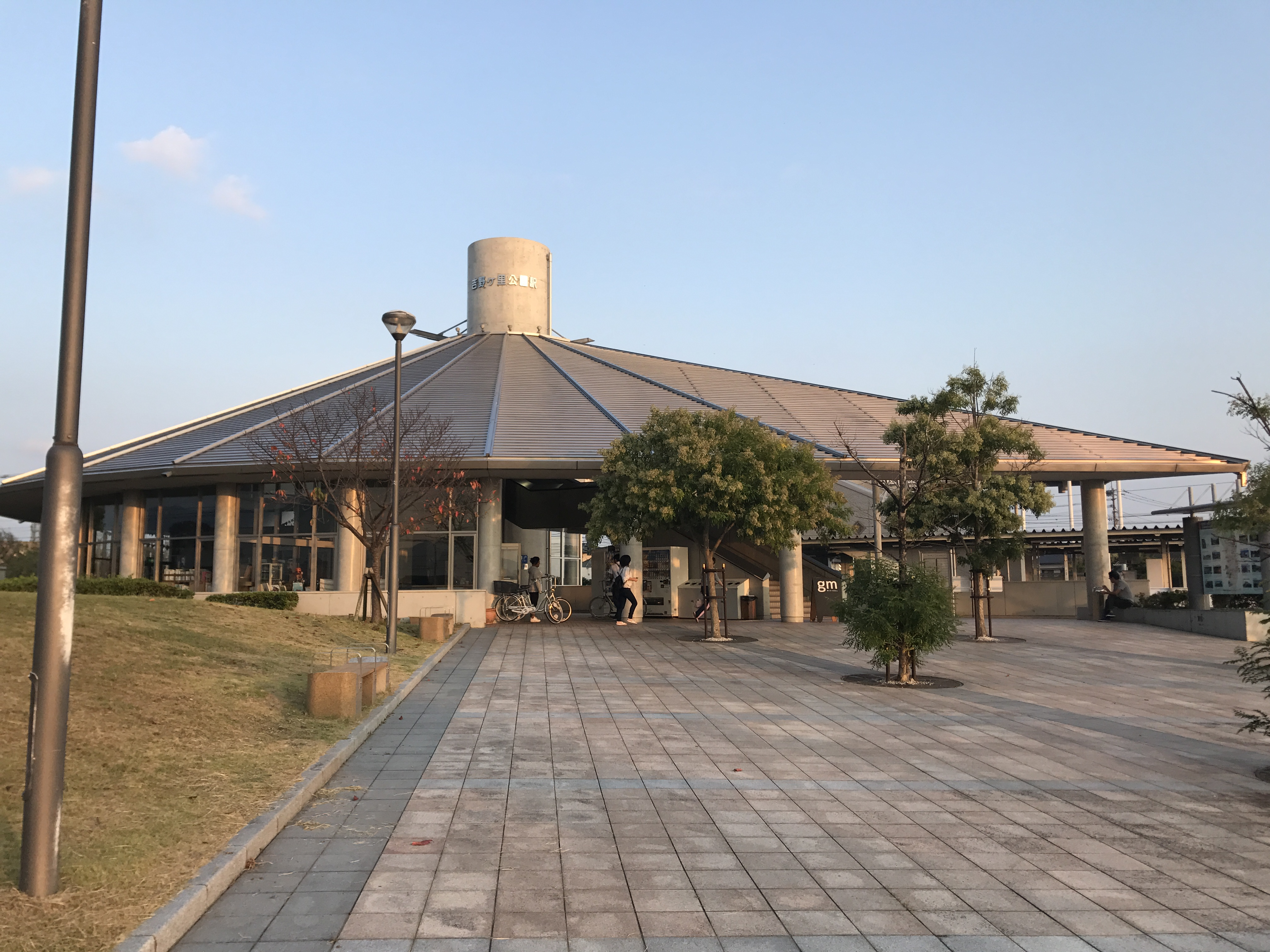
北口（2017年10月）

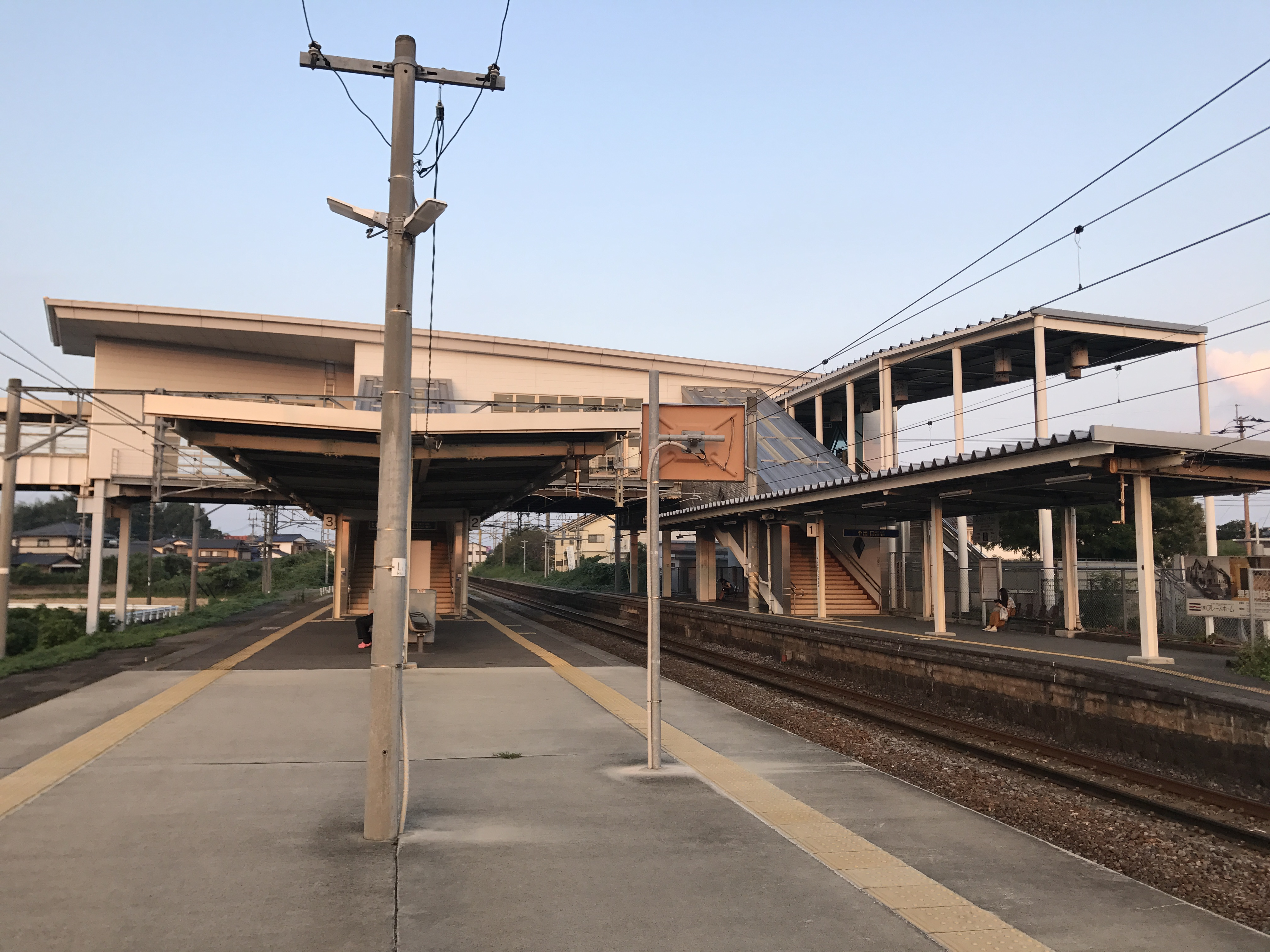
往中原方向的月台（2017年10月）

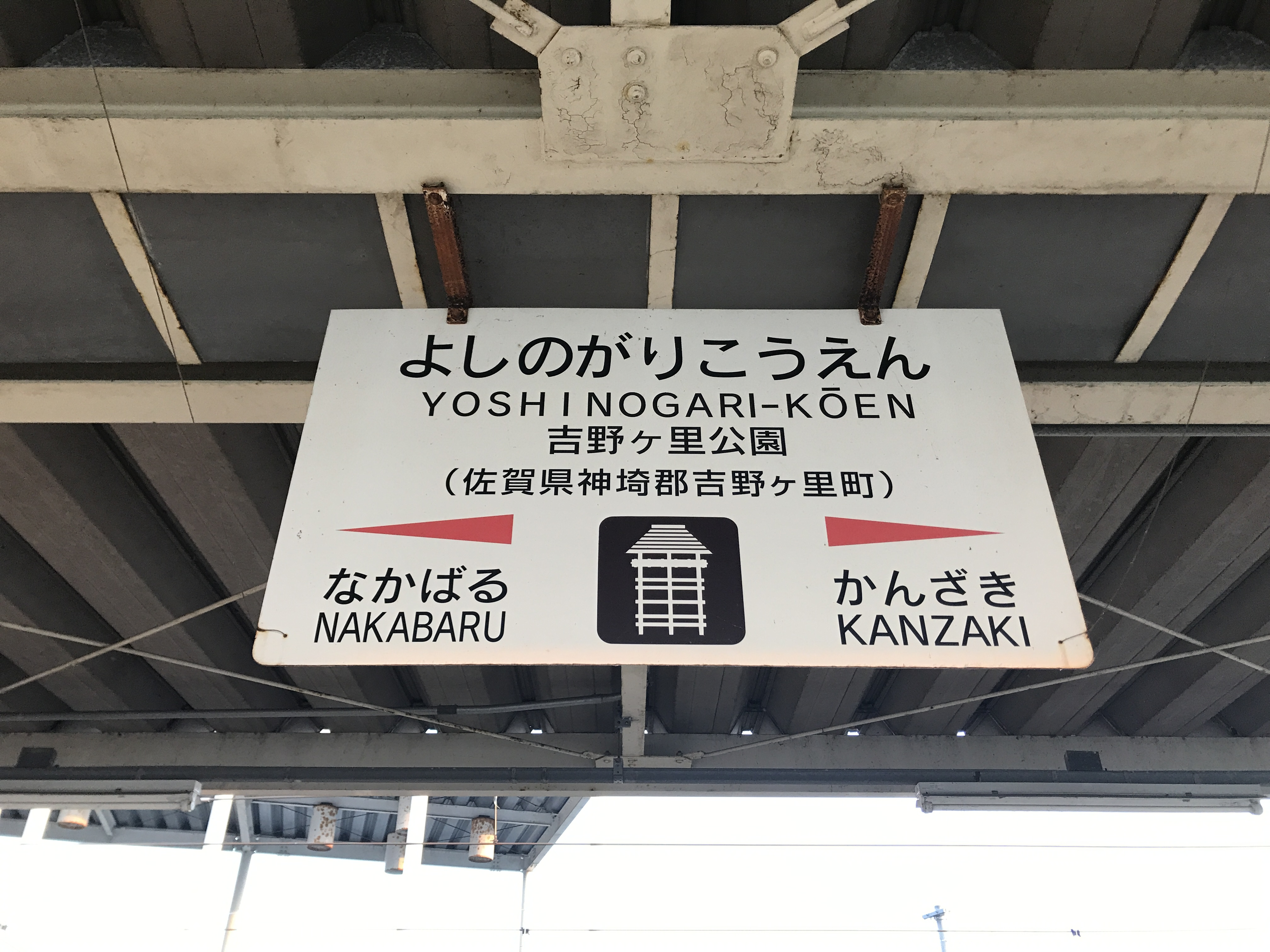
站名標（2017年10月）

吉野里公園站（日语：／ Yoshinogari-kōen eki */?）是位於佐賀縣神埼郡吉野里町吉田251番2號，九州旅客鐵道（JR九州）的長崎本線車站。車站編號為JH05。

## 概要
此站是位於前三田川町的中心車站。在車站啟用當初的名稱是「三田川站」。在1980年代後期，隨著於此站附近發現吉野里遺跡（吉野里歷史公園），於1993年改名為現時車站名稱。
此站原本只有普通列車停靠。在2011年3月12日時間表修正中，特急「綠、豪斯登堡」的1往返班次停靠此站。

## 車站構造
車站是一座地面車站，設有1面1線的單式月台和1面2線的島式月台，共有2面3線的月台。此站的車站大樓是跨站式站房。月台為了可讓817系電動列車使用，月台其中2卡車廂的高度提高了，使上落車廂時沒有梯級差。在閘內設有1座升降機，連接島式月台，另外在閘口外的北出口和南出口各有1座升降機，一共設有3座升降機。單式月台沒有安裝升降機，但是設有自動門，傷殘人士可透過對講機聯絡車站職員以便開啟自動門，使傷殘人士可以從閘外直接進入單式月台。
此站是業務委託車站，委托JR九州鐵道營業負責車站業務。此站沒有MARS系統，但是設有POS終端。此站可使用SUGOCA，但是不能購買SUGOCA，只可為SUGOCA增值。車站內設有1台自動售票機。此站雖然是JR九州的業務委託車站，但是可以在此站使用橙卡。

### 月台
| 月台 | 路線     | 上下行     | 方向                                                               |
| ---- | -------- | ---------- | ------------------------------------------------------------------ |
| 1    | 長崎本線 | 下行       | 佐賀、江北、肥前鹿島、肥前濱方向 經■佐世保線往豪斯登堡、佐世保方向 |
| 2    | 長崎本線 | （待避線） | （待避線）                                                         |
| 3    | 長崎本線 | 上行       | 鳥栖、博多方向 經鹿兒島本線往吉塚、福間、門司港方向                |

## 歷史
- 1942年9月30日：開設三田川信號站。
- 1943年12月1日：升格至車站，當時名為三田川站，開始旅客業務。
- 1987年4月1日：隨國鐵分割民營化，車站由九州旅客鐵道（JR九州）營運[2]。
- 1993年10月1日：車站改稱吉野里公園站。
- 2000年3月1日：跨站式站房啟用[3]。
- 2009年3月1日：可以使用IC卡「SUGOCA」[4]。

## 使用狀況
在2018年（平成30年）度的1日平均乘車人次為1,325人。
| 乘車人次變化 | 乘車人次變化 |
| 年度         | 1日平均人次  |
| ------------ | ------------ |
| 2000年       | 1,119        |
| 2001年       | 1,084        |
| 2002年       | 1,065        |
| 2003年       | 1,063        |
| 2004年       | 1,065        |
| 2005年       | 1,075        |
| 2006年       | 1,096        |
| 2007年       | 1,096        |
| 2008年       | 1,130        |
| 2009年       | 1,172        |
| 2010年       | 1,192        |
| 2011年       | 1,204        |
|              |              |
| 2017年       | 1,329        |
| 2018年       | 1,325        |
| 2019         | 1,298        |
| 2020         | 1,037        |
| 2021         | 1,090        |
| 2022         | 1,139        |
| 2023         | 1,249        |

## 相鄰車站
九州旅客鐵道（JR九州）
 長崎本線
■特急「接力海鷗」、「喜鵲」、大部份「綠」及「豪斯登堡」
通過
■特急「綠」、「豪斯登堡」15及40號
新鳥栖（JH02）－吉野里公園（JH05）－佐賀（JH08）
■區間快速（只有上行班次）、■普通
中原（JH04）－吉野里公園（JH05）－神埼（JH06）

## 外部連結
- JR九州吉野里公園 （页面存档备份，存于）（日語）